# Битка при Драч (1018)
Обсадата или битката при Драч през февруари 1018 г. е част от българо-византийските войни. Българският цар Иван Владислав се опитва да установи своята власт върху югоизточното крайбрежие на Адриатическо море. Той повежда армията си към Драч и го обсажда, но е убит при контраатака на защитниците на града.
Това е последната битка от многовековната борба между Първо българско царство и Византия. Месеци след смъртта на Владислав по-голямата част от неговото царство е завладяно от византийския император Василий II. Последната независима област (Срем) е покорена през 1019 г.